# École nationale d’administration
École nationale d’administration (ENA) – dawna francuska uczelnia, kształcąca elity polityczne kraju. Została założona w 1945 w Paryżu przez Charles’a de Gaulle’a. Jej część została przeniesiona do Strasburga, by podkreślić chęć do rozszerzenia jej wpływów na europejską administrację. Absolwentów uczelni określa się potocznie mianem énarques (na język polski można by to przetłumaczyć jako „enarchowie”, czyli „rządzący z ENA”), ze względu na ich rolę w państwie. Uczelnię ukończyło około 5600 urzędników wysokiego szczebla francuskiej administracji.
31 grudnia 2021 kolegium zakończyło działalność (ostatnia promocja odbyła się w 2022). 1 stycznia 2022 w jego miejsce został powołany Narodowy Instytut Służby Publicznej (fr. Institut national du service public – INSP).

## Najsłynniejsi absolwenci
- prezydenci: Valéry Giscard d’Estaing, Jacques Chirac, François Hollande, Emmanuel Macron
- premierzy: Laurent Fabius, Michel Rocard, Édouard Balladur, Alain Juppé, Lionel Jospin, Dominique de Villepin, Édouard Philippe, Jean Castex
- ministrowie: Pierre Moscovici, Philippe Séguin, Élisabeth Guigou, Martine Aubry, Ségolène Royal, Bruno Le Maire, Catherine Colonna
- biznesmeni: Louis Schweitzer, Ernest-Antoine Seillière, Gérard Mestrallet, Jean-Marie Messier
- szefowie organizacji międzynarodowych: Audrey Azoulay

## Lista promocji
| Rok ukończenia | Nazwa promocji             | Znani absolwenci |
| -------------- | -------------------------- | --- |
| 2022           | Germaine Tillion           | |
| 2021           | Aimé Césaire               | |
| 2020           | Hannah Arendt              | |
| 2019           | Molière                    | |
| 2018           | Georges Clemenceau         | |
| 2017           | Louise Weiss               | |
| 2016           | George Orwell              | |
| 2015           | Winston Churchill          | |
| 2014           | Jean de La Fontaine        | |
| 2013           | Jean Zay                   | |
| 2012           | Marie Curie                | Gilles Quénéhervé |
| 2011           | Jean-Jacques Rousseau      | |
| 2011           | Robert Badinter            | |
| 2010           | Émile Zola                 | |
| 2009           | Willy Brandt               | Florian Philippot |
| 2008           | Aristide Briand            | |
| 2007           | République                 | Andreas Kaplan |
| 2006           | Simone Veil                | |
| 2005           | Romain Gary                | |
| 2004           | Léopold Sédar Senghor      | Emmanuel Macron |
| 2003           | René Cassin                | |
| 2002           | Copernic                   | |
| 2001           | Nelson Mandela             | Laurent Wauquiez |
| 2000           | Averroes                   | Fleur Pellerin, Audrey Azoulay |
| 1999           | Cyrano de Bergerac         | Chantal Jouanno |
| 1998           | Valmy                      | Bruno Le Maire |
| 1997           | Marc Bloch                 | Édouard Philippe |
| 1996           | Victor Schœlcher           | |
| 1995           | René Char                  | Marc Lechantre, Jacques Sauret, Pascal Bolot, Astrid Forberg-Ryan, Armand Laferrere, Gilles Lecoq |
| 1994           | Antoine de Saint-Exupéry   | |
| 1993           | Léon Gambetta              | |
| 1992           | Condorcet                  | Valérie Pécresse, Louis-Charles Viossat, Kim Pham Nhu, Yannick Blanc, Arnaud Teyssier, Luc Machard |
| 1991           | Victor Hugo                | Jean Castex, Frédéric Salat-Baroux, Guillaume Dustan |
| 1990           | Jean Monnet                | Martin Hirsch |
| 1989           | Liberté-égalité-fraternité | Jean-François Copé, Renaud Dutreil, Nicolas Dupont-Aignan, Sylvie Goulard, Dominique Méda, David Kessler |
| 1988           | Michel de Montaigne        | Nicolas Baverez, Denis Olivennes, Régis Passerieux, Yves Salesse, Alain Quinet |
| 1987           | Fernand Braudel            | Florence Parly, Christian Paul, Henri Plagnol, Clotilde Valter, Nicolas Bazire, Christian Martin |
| 1986           | Denis Diderot              | Hervé Gaymard, Clara Lejeune, Jean-Louis Destans, Jacques Nikonoff, Augustin de Romanet de Beaune |
| 1985           | Léonard de Vinci           | Jean-François Cirelli, Richard Descoings, Marc Lambron, Xavier Musca |
| 1984           | Louise Michel              | Philippe Bas, Pierre Moscovici, Guillaume Pépy |
| 1983           | Solidarité                 | Catherine Colonna, Gérard Terrien, Marc Le Fur, Pierre Lévy |
| 1982           | Henri François d’Aguesseau | Pierre Buhler, Pierre Ménat, Jean-Marie Messier, Philippe Delmas, Paul-Marie Coûteaux, Olivier Darrason, Paul Giaccobi |
| 1981           | Droits de l’homme          | Antoine Durrleman, Pierre-Mathieu Duhamel, François Goulard, François Sureau, Laurent Perpère |
| 1980           | Voltaire                   | Dominique de Villepin, François Hollande, Ségolène Royal, Renaud Donnedieu de Vabres, Henri de Castries, Jean-Pierre Jouyet, Michel Sapin, Raymond-Max Aubert, Frédérique Bredin, Jean-Marie Cambacérès, Pierre Mongin, Walter Butler, Claude Revel, Jean-Maurice Ripert, Philippe Etienne, Michel Cadot, Michel Delpuech |
| 1979           | Michel de l’Hôpital        | Jean-Louis Bourlanges, Jean-Michel Gaillard, Charles-Amédée de Courson |
| 1978           | Pierre Mendès France       | Gérard Mestrallet, Philippe de Villiers, Jean-Marc Espalioux, Christine Barthet, Ronny Abraham |
| 1977           | André Malraux              | Frédéric Thiriez, Didier Schuller, Françoise Gaspard, Jean-François Mancel |
| 1976           | Guernica                   | Bernard Bonnet, Jean-Marie Guéhenno, Yves-Thibault de Silguy, Serge Weinberg, Baudouin Prot, Jean Lemierre, Gilles Carrez, Maryvonne de Saint-Pulgent, Jean-Charles Naouri |
| 1975           | Léon Blum                  | Alain Minc, Martine Aubry, Pascal Lamy, Patrick Thull |
| 1974           | Simone Weil                | Élisabeth Guigou, Hubert Védrine, Anne-Marie Idrac, Arnaud Cazin, Michel Suchod, Philippe Marini, Michel Diefenbacher, Philippe Sanmarco, Jean-Yves Le Gallou, Henry de Lesquen |
| 1973           | François Rabelais          | Laurent Fabius, Philippe Jaffré, François Léotard, Gérard Longuet, Jacques Rummelhardt, Elisabeth Huppert, Jean-Jacques Delaporte, Daniel Bouton |
| 1972           | Charles de Gaulle          | Louis Gallois, Alain Juppé, Dominique Perben, Jean-Cyril Spinetta, Jean-Paul Cluzel, Jean-Louis Gergorin, Christian Pierret, Bernard Faivre d’Arcier, Jérôme Clément; Christian Rollet |
| 1971           | Thomas More                | Michel Bon, Jean-Claude Trichet, Jean-Paul Huchon, Jean-Louis Bianco, François d'Aubert, Marc Tessier |
| 1970           | Robespierre                | Jacques Attali, Philippe Séguin, Louis Schweitzer, Bertrand Landrieu, Pierre Steinmetz, Etienne Pflimlin |
| 1969           | Jean Jaurès                | Jacques Cheminade, Françoise Chandernagor, Bertrand Cousin, Philippe Auberger, Gilles Ménage, Guy Sorman |
| 1968           | Turgot                     | Claude Erignac, Jean Drucker, Alain Lamassoure, Jean-Claude Boulard, Jean-Michel Belorgey, René Couanau, Thierry de Beaucé, Antoine Rufenacht, Bernard Attali |
| 1967           | Marcel Proust              | Michel Pébereau, Catherine Tasca, Guy Guermeur, Pierre-André Wiltzer, Pierre Bilger |
| 1966           | Montesquieu                | Hervé de Charette, Jean-Paul Proust, Jean-Paul Costa, Paul Dijoud, Jacques Oudin, Jacques Douffiagues, Jean-Claude Guibal, Jean-Philipe Lachenaud |
| 1965           | Stendhal                   | Lionel Jospin, Ernest-Antoine Seillière, Jean-Pierre Chevènement, Josselin de Rohan, Jacques Toubon |
| 1964           | Blaise Pascal              | Edem Kodjo |
| 1963           | Saint-Just                 | Pierre-Jean Rémy |
| 1962           | Albert Camus               | Pierre Joxe, Robert Chelle |
| 1961           | Lazare Hippolyte Carnot    | Jean-Claude Paye |
| 1960           | Alexis de Tocqueville      | Michel Camdessus, Gabriel de Broglie |
| 1959           | Sébastien Vauban           | Jacques Chirac, André Tarallo, Bernard Stasi, Jacques Boyon, Jean-Yves Haberer |
| 1958           | 18 juin                    | Michel Rocard, Jacques Limouzy, Pierre Lelong, Hubert Prévôt, Guy Fougier |
| 1957           | France-Afrique             | Édouard Balladur, Jérôme Monod, Jacques Calvet, Pierre Verbrugghe, Jean Dromer |
| 1956           | Guy Desbos                 | Maurice Ligot, Philippe Malaud, Michel Albert, Jean-Bernard Raimond, Jean Charbonnel, |
| 1955           | Albert Thomas              | Jean François-Poncet, Nicole Questiaux |
| 1954           | Félix Eboué                | Jean-Pierre Fourcade, Georges Mesmin |
| 1953           | Paul Cambon                | Robert Pandraud, Michel Aurillac |
| 1952           | Jean Giraudoux             | Jean-François Deniau |
| 1951           | Europe                     | Valéry Giscard d’Estaing, André Chandernagor |
| 1950           | Quarante-huit              | Jacques Frémontier |
| 1949           | Nations unies              | |
| 1949bis        | Jean Moulin                | |
| 1948           | Union française            | |
| 1948           | Croix de Lorraine          | Michel Poniatowski, Pascal Arrighi, Michel Jobert, François-Xavier Ortoli, André Van Ruymbeke |
| 1947           | France combattante         | Alain Peyrefitte, Yves Guéna, Gérard Amanrich |